# Ricardo Porro

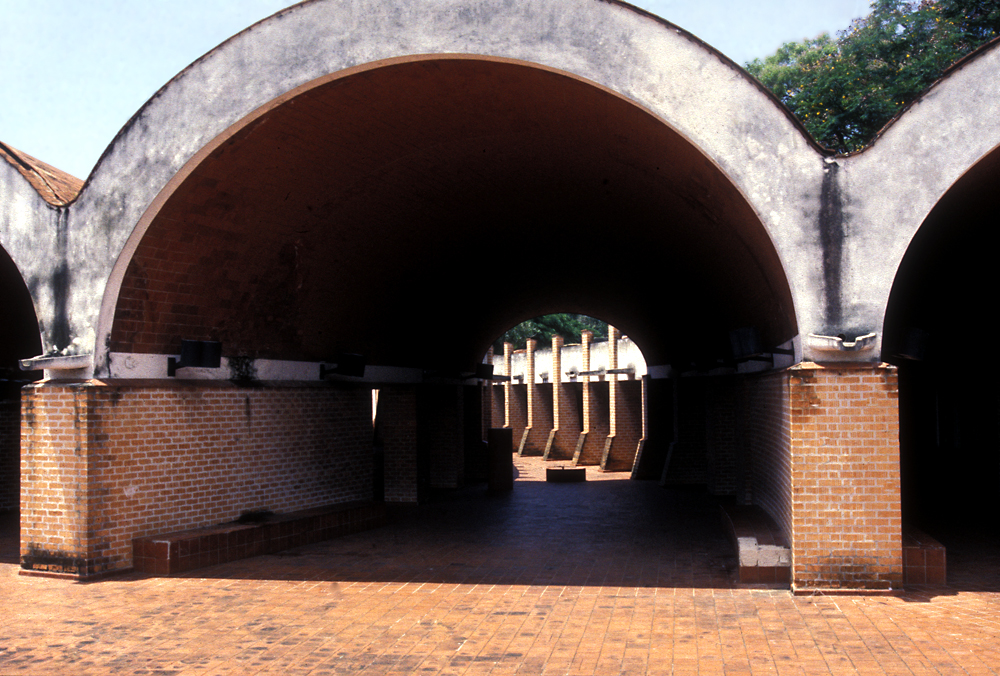
Ecole des beaux-arts de La Havane.

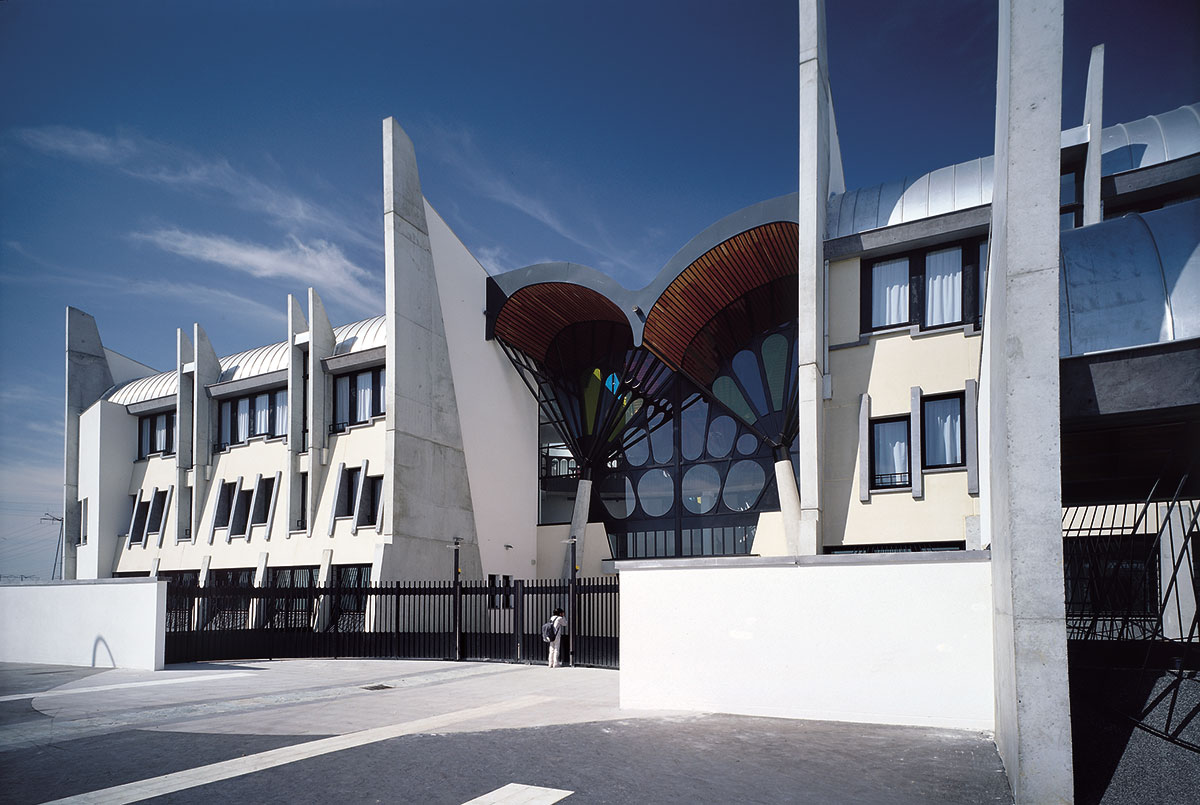
Collège des Explorateurs, Cergy-Le-Haut (Val-d'Oise)

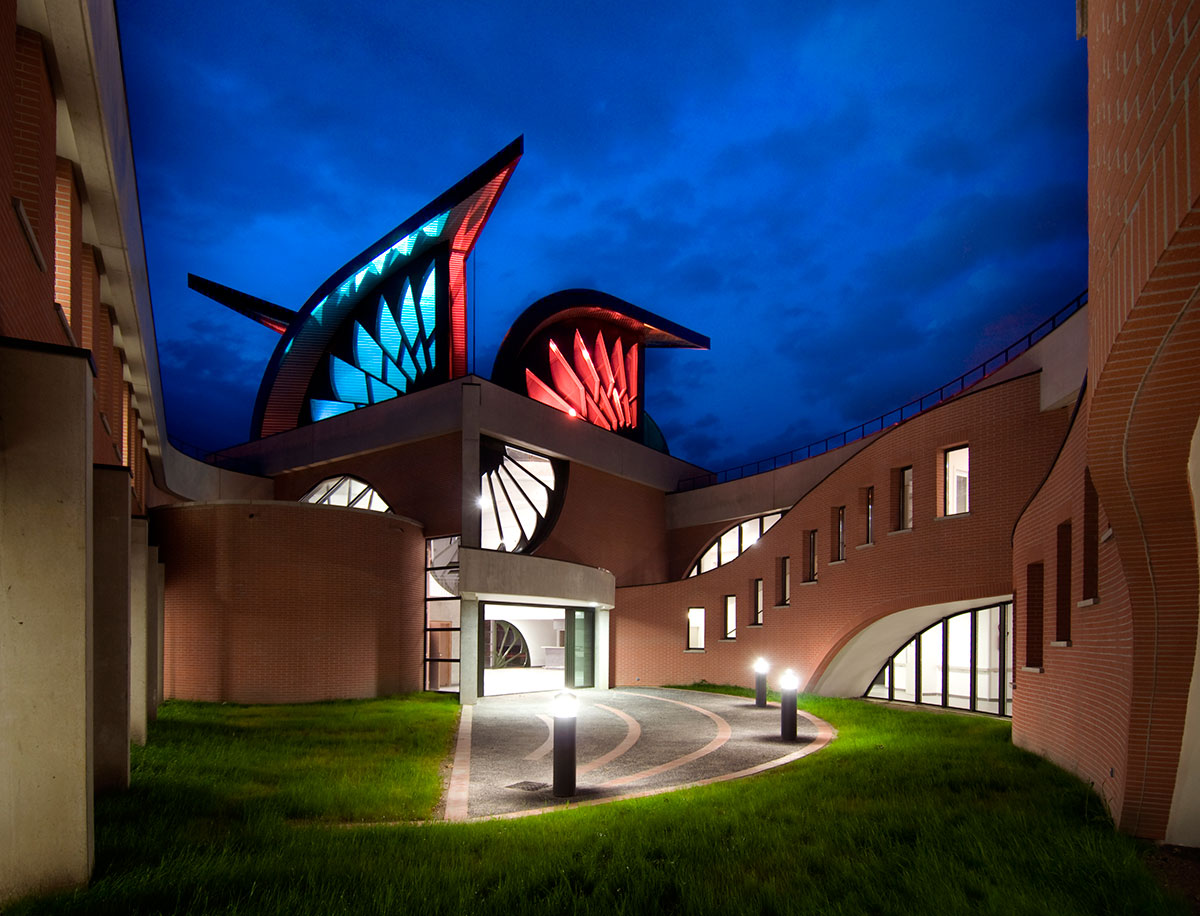
Hôpital des Mureaux (Yvelines)

Ricardo Porro est un architecte, peintre et sculpteur franco-cubain né le 3 novembre 1925 à Camagüey (Cuba) et mort le 25 décembre 2014 à Paris,.

## Débuts
Après avoir achevé ses études à l'école d'architecture de La Havane en 1949, il conçoit sa première œuvre moderne, la Villa Armenteros (inspirée par l'architecture de Ludwig Mies van der Rohe) à la Havane.
Il effectue son premier voyage en Europe en 1950, où il étudie à la Sorbonne et à l'Institut d'Urbanisme de Paris. Au cours des années suivantes, Porro se rend en Scandinavie et en Italie, afin de participer à différents cours au CIAM avec les architectes et théoriciens les plus importants du mouvement moderne tels qu’Ernesto Rogers, Le Corbusier, Giulio Carlo Argan, Franco Albini et Bruno Zevi.
De retour à Cuba, en 1952, il réalise à La Havane la Casa Garcia (1953), la Villa Ennis (1953), la Villa San Miguel (1953), la Villa Villegas (1954), les maisons Abbot-Villegas (1954) et Timothy Ennis (1957). Ces résidences font partie des œuvres les plus importantes du mouvement moderne à Cuba, aux côtés de celles d'autres jeunes architectes de sa génération tels que Frank Martinez, Nicolas Quintana, Manuel Gutierrez, Emilio del Junco, entre autres.
En 1957, Ricardo Porro et sa femme Elena Freyre de Andrade Porro fuient la révolution. Ils s'installent au Venezuela, où il est recruté comme professeur d'urbanisme et d'architecture à la faculté d'architecture et d'urbanisme de l'université de Caracas, qui venait d'être inaugurée. Il y enseigne avec l'éminent architecte et théoricien vénézuélien Carlos Raúl Villanueva, ainsi qu'avec Wifredo Lam, qui réalise en 1957 l'une des fresques du campus de l'Université.
Il revient en 1960 dans le Cuba de Fidel Castro où commence l'édification de l'école des beaux-arts (Escuela de Artes Plásticas de La Habana) et de l'école de danse moderne de La Havane, deux bâtiments emblématiques de son nouveau style.

## Carrière
En 1966, il s'exile en France où se déroulera le reste de sa carrière. Il enseigne à Paris, Lille et Strasbourg l'histoire de l'art et de l'architecture.
Son unique réalisation dans les années 1970 est un centre d'art baptisé « L'Or du Rhin » à Vaduz, au Liechtenstein. Il conçoit de nombreux projets qui ne sortent pas de terre. Les croquis et les maquettes de cette époque ont cependant été souvent exposées et publiées.
En 1986, il s'associe avec Renaud de La Noue. Ils réalisent et construisent ensemble plus de 20 édifices, principalement en Île-de-France, dans le domaine scolaire, mais aussi d'autres types d'équipements publics (hospitalier, services, commissariat...). Parmi ceux-ci, le Collège Elsa Triolet à Saint-Denis, bâtiment en forme de colombe, le Collège des Explorateurs à Cergy-Le-Haut, hommage à Labrouste et aux architectes du XIXe siècle, une caserne CRS à Vélizy-Villacoublay, inspirée par la Bataille de San Romano de Paolo Ucello et l'Hôpital des Mureaux avec sa grande lanterne-moulin.

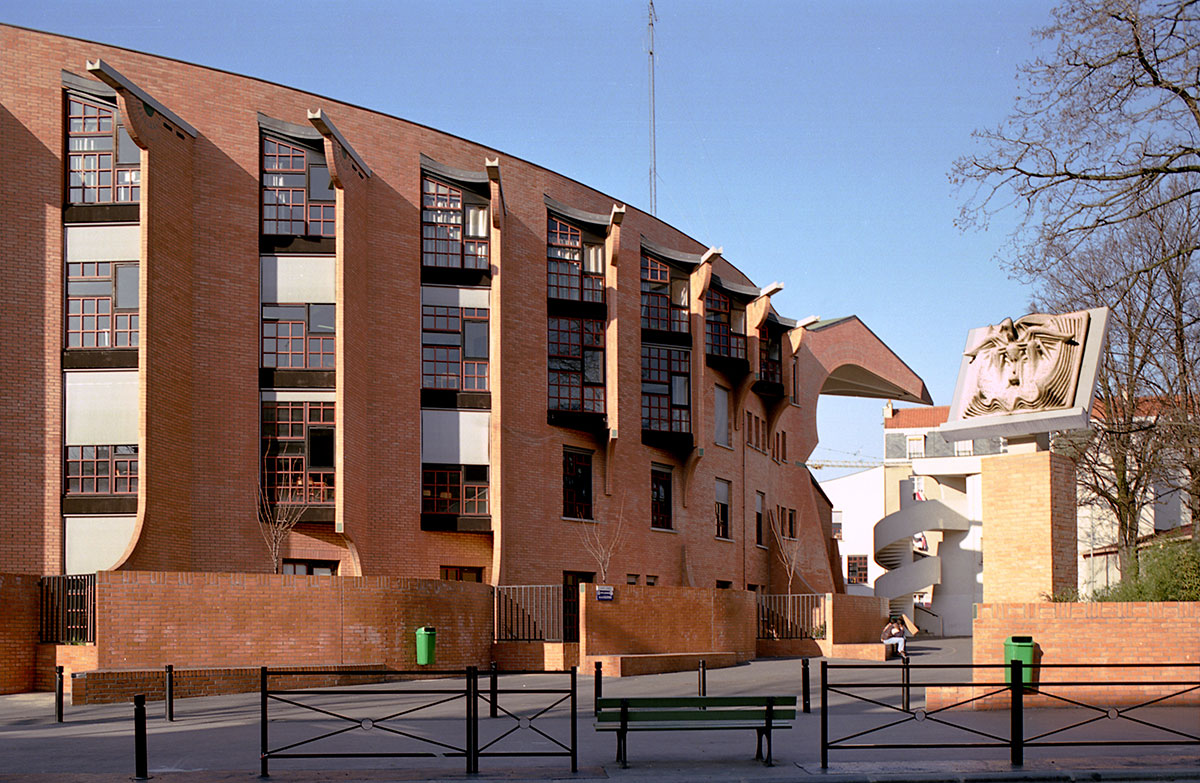
Collège Elsa Triolet, Saint-Denis (Seine-Saint-Denis)

Les maquettes de ses projets, effectués entre 1961 et 1980, sont exposées à Orléans au Fonds régional d'art contemporain du Centre.
Il ne retourne à Cuba qu'en 1996 pour achever et compléter l'école des Beaux-Arts de La Havane.
L'architecture de Ricardo Porro peut être qualifiée d'« organique » dans la mesure où la nature est souvent à la base de son inspiration : le corps-humain, les animaux, les arbres, etc. Ses constructions ont un aspect sculptural et parfois très sensuel. Toutes ses réalisations sont généralement composées de petites entités réunies autour d'une ou plusieurs places. Chacun de ses projets d'architecture est conçu comme un petit projet d'urbanisme.
Polyglotte, il est également peintre et sculpteur.

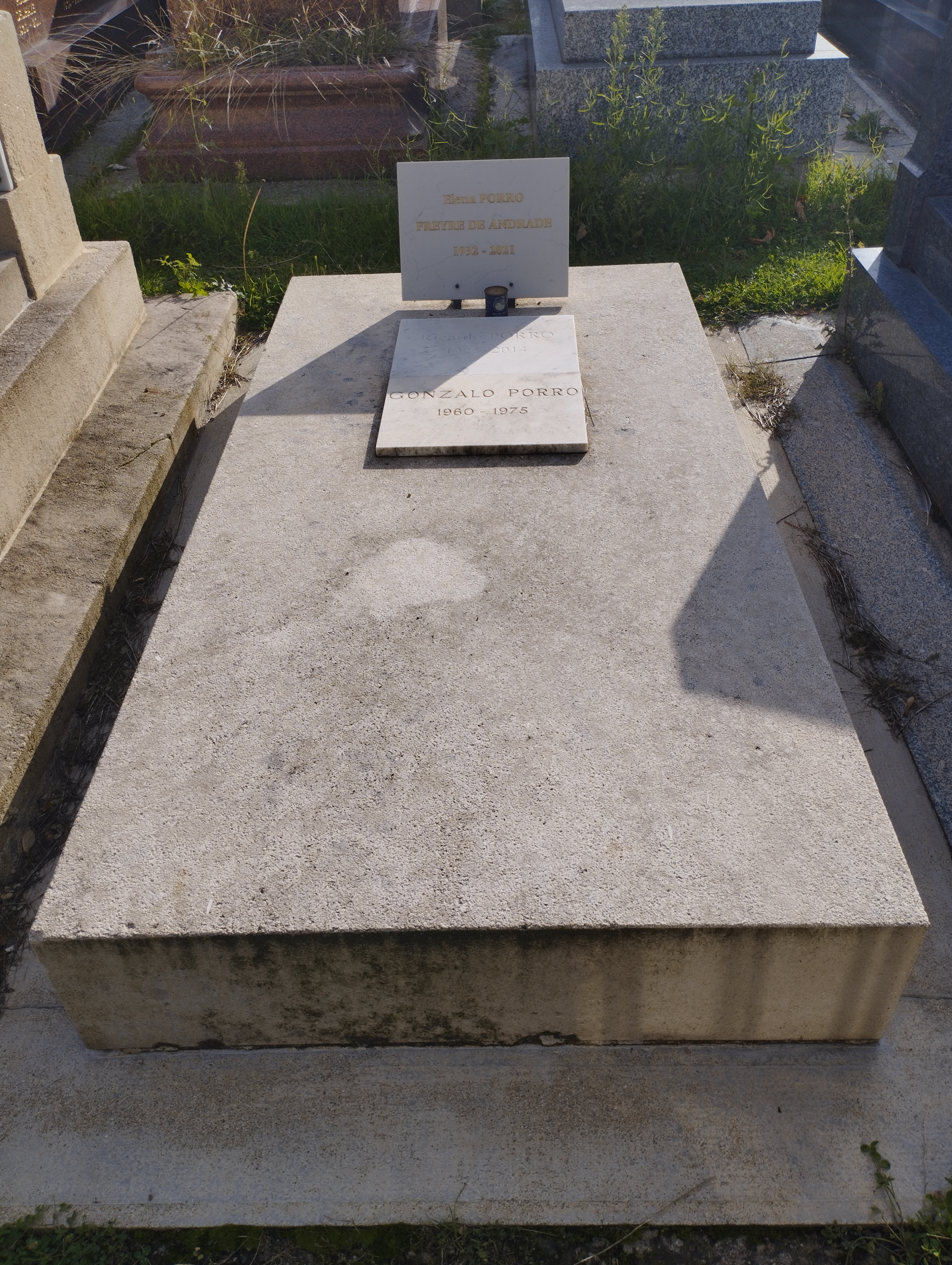
Tombe de Ricardo Porro au cimetière du Montparnasse (division 12).

Résidant à Paris, il y meurt le 25 décembre 2014 d'une insuffisance cardiaque. Il est inhumé au cimetière du Montparnasse (division 12).

## Distinctions
- Chevalier de la Légion d'honneur
- Commandeur de l'ordre des Arts et des Lettres au titre d'« architecte » (2003)[4]

En 1991, l'Institut français d'architecture lui consacre l’importante exposition « Plan 1 Gros : Ricardo Porro ».
En 1994, il est nommé pour le plus prestigieux prix annuel international d'architecture, le Prix Pritzker, décerné par un jury international à travers la Fondation Hyatt.
Ricardo Porro était un membre de l'Ordre des architectes français et la République française lui a décerné, pour l'ensemble de son œuvre d'architecte, artiste et urbaniste, l'ordre de chevalier des Arts et des Lettres, chevalier de la Légion d'honneur et commandeur des Arts et des Lettres.
En 2008, la Fondation Cintas, basée à Miami, lui a décerné le prix Cintas d'Architecture en reconnaissance de sa longue carrière d'architecte, intellectuel et artiste.
En 2009, l’important  réalisateur et metteur en scène américain Robert Wilson crée un opéra basé sur la vie personnelle de Ricardo Porro au moment de la construction des écoles d'art à La Havane au début des années 1960.
En 2012, le président de la République italienne lui décerne le prix Vittorio De Sica d'Architecture, pour ce même projet de l'École d'art de La Havane, aux côtés de ses anciens collaborateurs Vittorio Garatti et Roberto Gottardi.
Le MOMA (Museum of Modern Art) de New York présentera ses dessins originaux de projets des écoles d'arts plastiques et de danse moderne à La Havane à travers l'exposition « L'Amérique latine en construction : Architecture 1955-1980 » du 29 mars au 19 juillet 2015 entre autres importants architectes latino-américains.

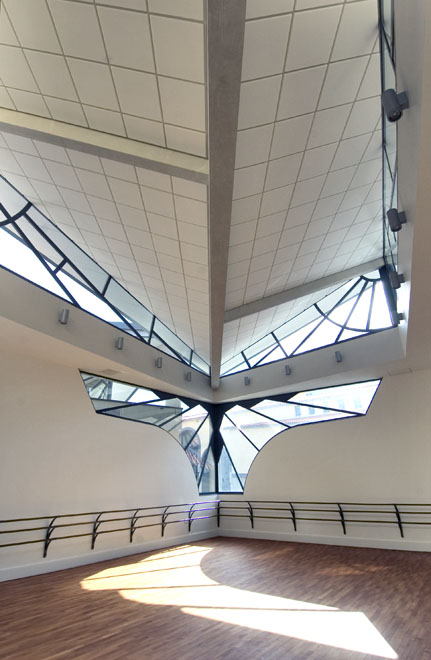
Ateliers des arts au Puy-en-Velay

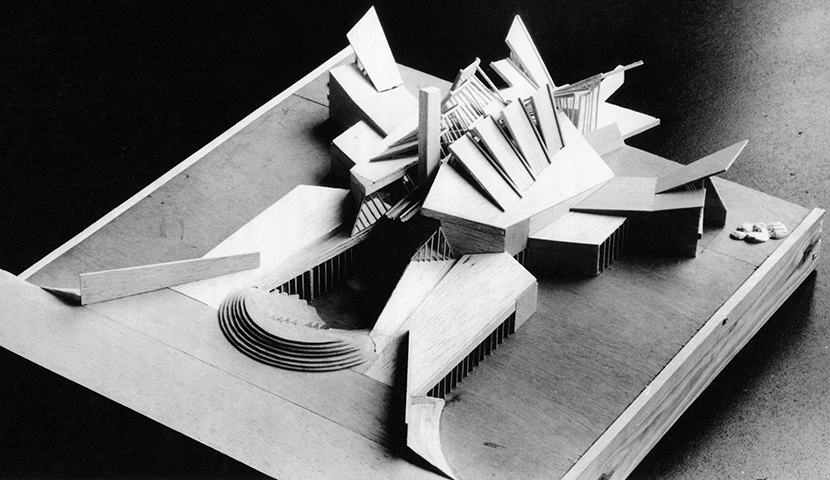
Maquette du centre de loisirs de Vaduz

## Réalisations
Avec Renaud de La Noue :

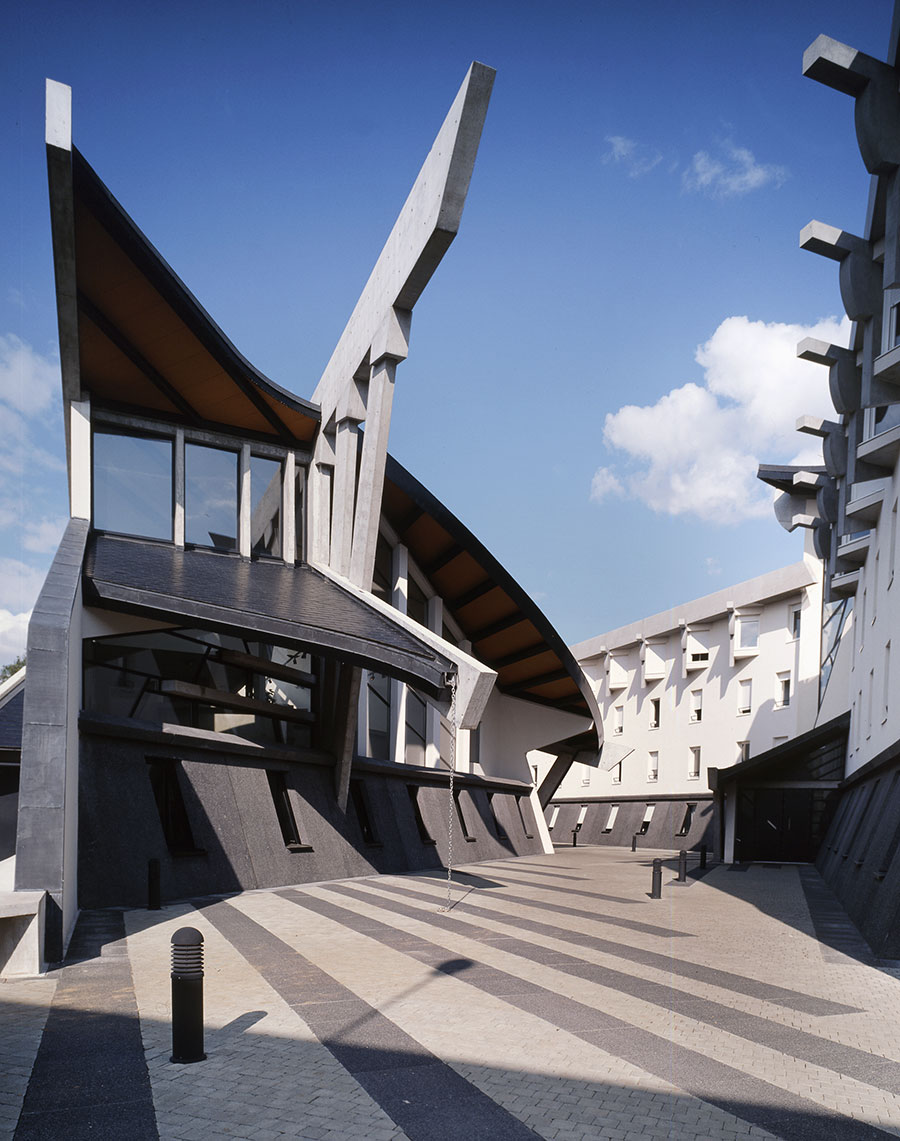
Casernement CRS, Vélizy-Villacoublay (Yvelines)

- collège Elsa Triolet à Saint-Denis (1990) ;
- immeuble de logements à Stains (1990) ;
- collège colonel Fabien à Montreuil (1992) ;
- résidence universitaire Les Châteaux Saint-Sylvère à Cergy (1994) ;
- tribunal administratif de Paris (1994) ;
- logements à La Courneuve, (1996) ;
- cantonnement de CRS à Vélizy-Villacoublay (1996-2003) ;
- collège de Cergy-le-Haut (1998) ;
- école Samira Bellil L'Île-Saint-Denis (2004) ;
- extension et rénovation du lycée hôtelier Georges Baptiste à Canteleu (2004) ;
- commissariat à Plaisir (2007) ;
- hôpital psychiatrique aux Mureaux (2007);
- atelier des Arts et du Patrimoine au Puy-en-Velay (2008);
- école Jean Jaurès à Ermont (2009);
- lycée Julie Victoire Daubié (ex-Romain Rolland) à Argenteuil (2010).
- hôpital de long séjour aux Mureaux (2011).

Avant son association avec Renaud de La Noue :
- centre d'art L'Or du Rhin au Liechtenstein (1975)
- école de danse moderne de La Havane à Cuba (1964)
- école des Beaux Arts de La Havane à Cuba (1964)
- maison Abad à La Havane (Cuba, 1954)
- maison Garcia à La Havane (Cuba, 1954)
- villa Ennis à La Havane (Cuba, 1953)
- villa Villegas à La Havane (Cuba, 1953)
- villa San Miguel à La Havane (Cuba, 1953)
- villa Armanteros à La Havane (Cuba, 1950)